# La morte di Cesare
La morte di Cesare (La Mort de César) è una tragedia in tre atti di Voltaire, scritta nel 1731 e rappresentata per la prima volta nel 1735.
L'autore rifiutò la prima edizione, apparsa ad Amsterdam nel 1735, mentre l'anno successivo l'opera vide la luce a Londra con l'approvazione e la revisione di Voltaire.

## Trama

### Atto primo
Roma è ormai ai piedi di Cesare, ma il vincitore della guerra civile, in procinto di iniziare la campagna partica, è turbato. Ad Antonio, che gliene domanda la ragione, confida di essere padre di Bruto, il quale lo disprezza. Una lettera scritta in punto di morte da Servilia, madre di Bruto e amante di Cesare, certifica la paternità segreta. Successivamente, Cesare si trova confrontato a Bruto, Cassio e altri strenui difensori della libertà repubblicana. Dopo aver udito le dure parole di Bruto, Cesare indugia tra durezza e clemenza, più propenso ad assecondare la via del perdono, nonostante Antonio lo sproni a non transigere.

### Atto secondo
Bruto si imbatte in scritte che lo incitano alla rivolta e a imitare il suo quasi omonimo avo, rimproverandolo per la sua irresolutezza. Punto nell'orgoglio e senza più freni, infonde coraggio ai suoi compagni e tutti insieme organizzano la congiura per uccidere Cesare.
Poco più tardi, però, Bruto incontra Cesare, manifestandogli nuovamente il suo odio antitirannico. Il dittatore mostra allora la lettera di Servilia al figlio, che scopre così la verità.

### Atto terzo
La notizia ha sconvolto i piani di Bruto; egli, che pur ammira Cesare, non può abbandonare la causa repubblicana, e spera di trovare un modo per salvare la patria e il padre. Comunica agli altri congiurati quanto ha appena scoperto e decide infine, attraverso il confronto con loro e con la propria coscienza, di mettere comunque in atto la congiura.
In senato, così, Cesare viene ucciso; Cassio si presenta sulla scena con la spada insanguinata, incitando il popolo a sostenere la sua causa, ma successivamente il discorso di Antonio, che difende Cesare e la sua clemenza nella speranza di ottenere il potere, suscita nella folla ammirazione per l'assassinato.

## Origine, traduzioni e revisioni
Nell'Avertissement preposto all'edizione del 1736, l'Abbé de La Marre ricorda come alcuni anni addietro Voltaire avesse tradotto in versi la scena shakespeariana in cui Antonio arringa la folla in presenza del cadavere di Cesare. Era un omaggio al teatro inglese ma, continua La Marre, procedere a una traduzione integrale della tragedia del Bardo avrebbe portato ad accettarne i tratti barbari, oltre a quelli sublimi. Così, l'autore compose una nuova opera in tre atti, « qui sans ressembler à celui [soggetto è un Jules César] de Shakespear, fût pourtant tout entier dans le goût Anglois » ([un Giulio Cesare] che, senza assomigliare a quello di Shakespeare, obbediva interamente al gusto inglese).
Nei medesimi anni, attorno cioè al 1760, la pièce fu volta in italiano sia da Agostino Paradisi che da Melchiorre Cesarotti, entrambi ringraziati con delle missive dell'autore. La versione di Paradisi fu una delle sue quattro traduzioni, che Vittorio Alfieri ricorderà di aver letto e postillato, annoverandole tra le « men cattive » trasposizioni italiane del teatro francese. Cesarotti accompagnò La Morte di Cesare con la versione del Maometto e alcuni scritti teorici, tra i quali figura un Ragionamento sul Cesare in cui, confrontando le tragedie di Shakespeare (Giulio Cesare), Conti (Giulio Cesare) e Voltaire, l'abate padovano accordava la sua preferenza a quella dell'illuminista francese.
In piena Rivoluzione, nel 1793, il ministro della Giustizia Louis Gohier apportò alcune modifiche al testo, in vista della rappresentazione che ebbe luogo al Théâtre de la République.